# Diego Schoening
Diego Shoening (Cidade do México, 5 de agosto de 1969) é um cantor e ator mexicano.

## Filmografia

### Televisão
- Acompáñame (1977)
- Nosotras las mujeres (1977)
- La Pasión de Isabela (1978)
- Angélica (1985)
- Muchachitas (1991) - Rodrigo.
- Agujetas de color de rosa (1994)- Tavo.
- Confidente de secundaria (1996) - Roberto.
- Soñadoras (1998) - Benjamín "El terco".
- Mujer, casos de la vida real
- Sí se puede (2005)
- La Vida es una Canción (2005)

### Programas de TV
- Un nuevo dia

### Cinema
- Embrujo del rock (1995)
- Tierra de Osos (2003)
- Timbiriche: La misma piedra (2008)

### Teatro
- La Maravilla de Crecer (1979)
- Jesucristo Superestrella (1980)
- Vaselina con Timbiriche (1984) ... Kiko
- Snoopy y la pandilla (2000)
- Francisco: La Vida de San Francisco de Asís (2000)
- Ana Verdad (2004)